# Квітковий пасаж
Квітковий пасаж або Чичек-Пасажі (тур. Çiçek Pasajı) спочатку називався Cité de Péra — відомий історичний пасаж (галерея або аркада) на вулиці Істікляль в стамбульському районі Бейоглу, сполучає вулиці Істікляль та Сахне.

## Історія
Відкритий в 1876 році Квітковий пасаж є критою галерею з рядами історичних кав'ярень, винних барів та ресторанів.
На місці нинішнього Квіткового пасажу раніше розташовувався театр братів Наум, який серйозно постраждав під час пожежі в Пера в 1870 році
Театр часто відвідували султани Абдул-Азіз та Абдул-Хамід II, там же опера Джузеппе Верді «Трубадур» була поставлена раніше ніж в оперних театрах Парижа.
Після пожежі в 1870 році театр був викуплений місцевим грецьким банкіром Хрістакі Зографос. На його місці було побудовано нинішній будинок Квіткового пасажу за проектом архітектора Клеантіс Занноса, що носило назву Cité de Péra або Hristaki Pasajı (Пасаж Хрістакі) в перші роки свого існування. Yorgo'nun Meyhanesi став першим винним баром, відкритим в Квітковому пасажі. В 1908 році великий візир Мехмед Саїд-паша придбав будівлю, яка стала називатися Sait Paşa Pasajı (Пасаж Саїд-паші)
Після російської революції 1917 року багато збіднілих російських дворянок, серед них баронеса, торгували квітами в цьому пасажі. До 1940-х років будівля була в основному зайнята квітковими крамницями, що і дало йому нинішню турецьку назву Квітковий пасаж.
Після реставрації будівлі в 1988 році Квітковий пасаж був відкритий як галерея барів і ресторанів.
Наступна реставрація Квіткового пасажу була проведена в грудні 2005 року.